# Bernard de Gomme
Sir Bernard de Gomme est un ingénieur militaire néerlandais, né à Terneuzen, Zélande, en 1620, mort à Londres le 23 novembre 1685.
Il peut être considéré comme le personnage le plus important dans le domaine de l'ingénierie militaire britannique du XVIIe siècle.

## Biographie
Il est le fils de Pieter de Gomme, qui, en 1631, était chargé de l'approvisionnement de Lillo et de Liefkenshoek, deux forteresses hollandaises situées de chaque côté de l'embouchure de l'Escaut, près de Terneuzen.
Il a peut-être été formé à l'école des ingénieurs de l'université de Leyde. Dans sa jeunesse, il a servi comme cadet dans les campagnes de Frédéric-Henri, prince d'Orange. Il a servi dans la campagne de Gennep, en 1641. Il a peut-être participé à la campagne de Bréda, en 1637.
Par la suite, il a embauché par le prince Rupert pour défendre la cause royaliste en Angleterre, en août 1642. Il a été fait chevalier par Charles Ier. Il a servi avec une remarquable efficacité comme officier d'état-major dans l'armée royaliste du prince Rupert. Il a établi des cartes de batailles. En 1643, il a participé au premier siège de Bristol, en 1643. Il a réalisé le renforcement des défenses de cette ville après sa prise par l'armée royale. Il est anobli en 1645 et est nommé ingénieur en chef de l'armée royaliste. Pendant la première révolution anglaise, il a conçu les fortifications d'Oxford, de Liverpool et de Newark. Il a quitté l'Angleterre avec le prince Rupert après la chute d'Oxford, en mai 1646. Le British Museum conserve son plan des fortifications du château de Liverpool, daté de 1644.
Après son retour aux Pays-Bas, en 1646, il a travaillé comme ingénieur civil, sur plusieurs projets, entre autres, à la construction de polders en Flandre, et comme ingénieur militaire, en réalisant plusieurs plans de fortifications.
Le 15 juin 1649, Gomme a reçu une commission de Charles II, alors à Bréda, le nommant quartier-maître général de toutes les forces qui doivent se soulever en Angleterre et au Pays de Galles.
Le 16 septembre 1654 il épouse Catharina van Deynse, veuve de Johannes Beverland, à Middelbourg. Il a eu une fille, Anna.
Gomme était présent comme ingénieur militaire à la bataille des Dunes près de Dunkerque, en 1658.
Après la Restauration anglaise, il a retrouvé ses privilèges et a été nommé commissaire général des fortifications en 1660.
En mars 1661, il a été promu ingénieur en chef de la Couronne, pour tous les châteaux royaux et les fortifications en Angleterre et au Pays de Galles. Ses premières travaux ont été les réparations du quai de Douvres, la construction des fortifications de Dunkerque et à Tanger, deux possessions provisoires anglaises, et la construction du fort de Tilbury.
En août 1665, il a reçu des instructions pour faire les plans des fortifications de Portsmouth. Il a renforcé la fortification bastionnée dont la construction a duré de 1665 jusqu'à sa mort. Le 14 novembre de la même année, le roi lui a ordonné d'aider les commissaires chargés de rendre la Cam navigable, et d'établir une communication avec la Tamise. Trois jours plus tard, il a reçu une commission pour construire une nouvelle citadelle royale sur la colline Hoe de Plymouth. Il a conçu une citadelle pentagonale.
En mars 1667, il a accompagné le duc d'York à Harwich, et lui a proposé de réaliser un retranchement autour de la ville.
Pendant la deuxième guerre anglo-néerlandaise, la flotte hollandaise lance le raid sur la Medway en juin 1667. Elle prit et brûla le fort inachevé à Sheerness. Elle brisa la chaîne placée en travers du fleuve à Gillingham et s'empara d'une partie de la flotte anglaise, amarré au-dessous de Chatham y compris le vaisseau amiral, le Royal Charles.
De retour à Londres, il a été convoqué pour donner son avis sur les fortifications de la Medway et de Portsmouth, aussi bien que celles Harwich. Il a alors entrepris une refonte complète des fortifications le long de la Tamise et de la Medway. Il fortifia Sheerness et construisit deux grosses batteries sur les rives opposées de la rivière Medway à Gillingham et Cockham Wood.
En 1673 et 1675, il a visité les environs de Dublin. On trouve la référence à la conception par Bernard de Gomme d'un fort royal près de Ringsend, dans un quartier de Dublin, dans un rapport de Sir Jonas Moore aîné, arpenteur général des munitions, rédigé en 1675. Gomme a été nommé inspecteur général de l'artillerie, en juillet 1682.
Il est mort à Londres le 23 novembre 1685, et a été enterré dans la chapelle de la Tour de Londres.
À sa mort, il a fait des donations importantes à l'église hollandaise de Londres et à Christ's Hospital, au sud d'Horsham. Après la mort de sa première femme, Catherina, Gomme s'était remarié le 15 octobre 1667 avec Catherine Lucas de Bevis Marks, une veuve de cinquante ans qui est décédée quelques semaines avant lui et a aussi été inhumée dans la chapelle de la Tour de Londres, le 19 octobre 1685.